# 千代田セレモニー
株式会社千代田セレモニー（ちよだセレモニー）とは東京都荒川区に本社を置く結婚式場やセレモニー場、ホテルなどを営む冠婚葬祭互助会である。旧称は千代田互助会。結婚式場については「セレス」ブランドで展開しており、「セレスブライダルグループ」として4箇所にある式場と本社近くにある衣装サロンを統括している。

## 施設一覧

### 結婚式場

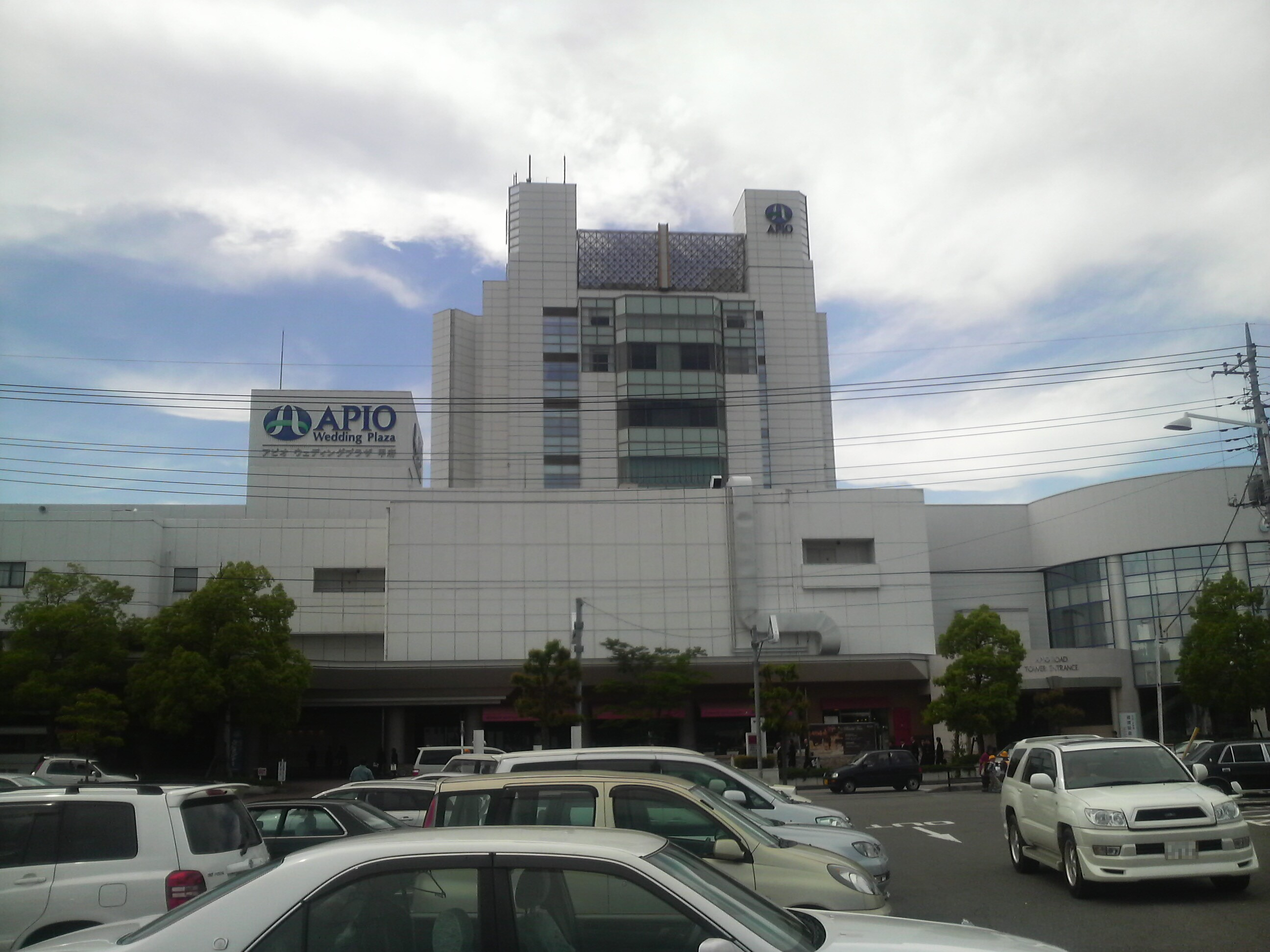
セレス甲府（アピオ）。画像はアピオ甲府時代のもの。

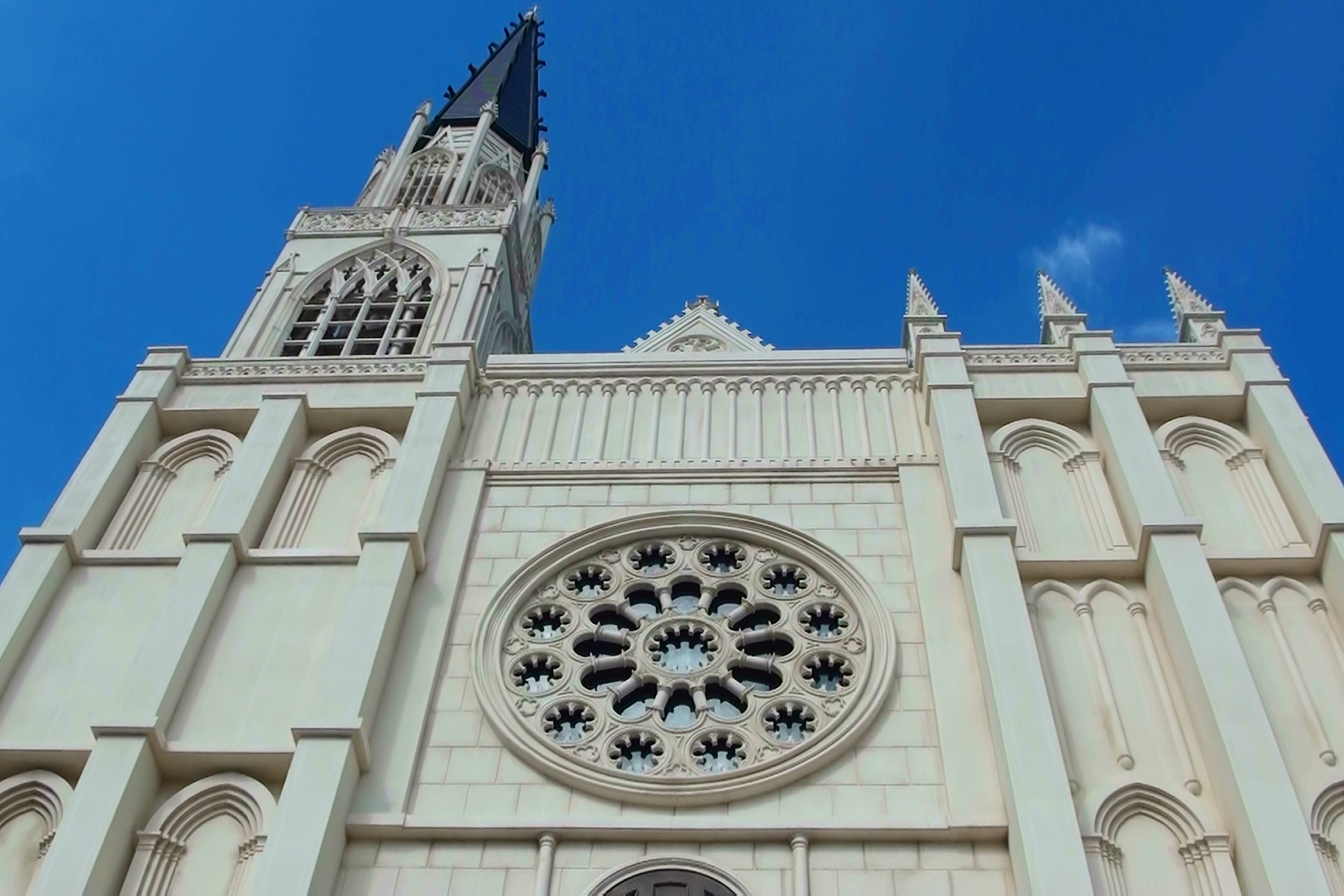
セレス甲府「ブランシャトル大聖堂」

セレス高田馬場
東京都新宿区高田馬場2-16-10
セレス相模原
神奈川県相模原市緑区橋本3-26-2
セレス立川
東京都立川市曙町1-22-20
セレス甲府（アピオ）
山梨県中巨摩郡昭和町西条3600
元々は「アピオ甲府」として運営されてきたが、運営会社が千代田セレモニーグループ入りし改名された。なお、括弧付でアピオの名前は残っている。
建物内には関連会社のファミリーラブも入居しており、斎場運営や貸衣装の業務も行っている。

### ホテル
ホテル春日居
山梨県笛吹市春日居町小松855
石和温泉郷内の春日居温泉にある。

### セレモニー
メモリアルセレス千代田21
東京都荒川区西日暮里6-55-1
千代田西新井ホール
東京都足立区西新井本町 2-28-4
千代田赤羽駅南口ホール
東京都北区赤羽南2-9-78　
千代田城北ホール
東京都足立区綾瀬5-19-8
千代田豊島園会場
東京都練馬区練馬3-22-6
千代田赤塚ホール
東京都板橋区赤塚新町3-3-8
成増ホール
東京都板橋区赤塚3-40-19　
小豆沢ホール
東京都板橋区小豆沢1-17-11
千代田鎌倉ホール
東京都葛飾区鎌倉3-39-20
千代田相模原ホール
神奈川県相模原市中央区相模原3-11-18
千代田ホール橋本
神奈川県相模原市緑区橋本6-8-3
千代田つきみ野ホール
神奈川県大和市つきみ野4-13-2

## 関連会社
- ドリーミー－多摩地区にてセレモニーを営む企業
- ファミリーラブ－山梨県にてセレモニーを営む企業